# Liste der Baudenkmäler in Weißdorf
Auf dieser Seite sind die Baudenkmäler in der oberfränkischen Gemeinde Weißdorf zusammengestellt. Diese Tabelle ist eine Teilliste der Liste der Baudenkmäler in Bayern. Grundlage ist die Bayerische Denkmalliste, die auf Basis des Bayerischen Denkmalschutzgesetzes vom 1. Oktober 1973 erstmals erstellt wurde und seither durch das Bayerische Landesamt für Denkmalpflege geführt wird. Die folgenden Angaben ersetzen nicht die rechtsverbindliche Auskunft der Denkmalschutzbehörde.

## Baudenkmäler nach Gemeindeteilen

### Weißdorf
| Lage                                                                                      | Objekt                              | Beschreibung | Akten-Nr.     | Bild                             |
| ----------------------------------------------------------------------------------------- | ----------------------------------- | --- | ------------- | -------------------------------- |
| Am Schloß 1 (Standort)                                                                    | Schloss                             | Dreigeschossiger Walmdachbau, Westteil 15./17. Jahrhundert, Ostteil Mitte 18. Jahrhundert, ehemals von zwei Ringgräben umgeben, von denen der äußere erhalten ist, Zugang über Brücke von 1752 mit Geländer von der Augustusbrücke in Dresden um 1730, zugehöriger Schlosspark | D-4-75-184-1  | weitere Bilder                   |
| Am Schloß 3, 7 (Standort)                                                                 | Ehemaliger Gutshof des Schlosses    | Zweigeschossige Satteldachbauten, Halle mit Arkaden, 19. Jahrhundert, mit ehemaligem Garten | D-4-75-184-24 | Ehemaliger Gutshof des Schlosses |
| Kirchenlamitzer Straße 1 (Standort)                                                       | Kantorat                            | Kantorat, Walmdachbau, 1834 | D-4-75-184-2  | Kantorat                         |
| Kirchenlamitzer Straße 2 (Standort)                                                       | Wohnhaus                            | Zweigeschossiger Walmdachbau, im Erdgeschoss Eckquaderung, erste Hälfte 19. Jahrhundert | D-4-75-184-3  | Wohnhaus                         |
| Mühlweg 1 (Standort)                                                                      | Türflügel                           | Biedermeier | D-4-75-184-4  | Türflügel                        |
| Münchberger Straße (in der Ufermauer bei der Saalebrücke) (Standort)                      | Steinkreuz                          | Granit, wohl Anfang 15. Jahrhundert | D-4-75-184-10 | Steinkreuz                       |
| Münchberger Straße 1 (Standort)                                                           | Ehemaliges Gasthaus zum Hirschen    | Zweigeschossiger Wohnstallbau mit Halbwalmdach, gedrückt spitzbogiges Portal aus Granit, zweites Viertel 19. Jahrhundert | D-4-75-184-5  | Ehemaliges Gasthaus zum Hirschen |
| Münchberger Straße 5 (Standort)                                                           | Bauernhof                           | Zweigeschossiger schiefergedeckter Halbwalmdachbau, bezeichnet „1842“, mit Nebengebäuden | D-4-75-184-25 | Bauernhof                        |
| Sparnecker Straße 2 (Standort)                                                            | Evangelisch-lutherische Pfarrkirche | Vierstützenraum mit eingezogenem Chor und Nordturm, zweite Hälfte 15. Jahrhundert, neugotische Restaurierung 1835, 1956 Sakristeianbau; mit Ausstattung | D-4-75-184-8  | weitere Bilder                   |
| Sparnecker Straße 4 (Standort)                                                            | Pfarrhaus                           | Zweigeschossiger Walmdachbau, 1712 | D-4-75-184-9  | Pfarrhaus                        |
| Scheiben (Flurbezeichnung) (westlich des Schlosses am Verbindungsweg nach Bug) (Standort) | Allee                               | Einzeilige Baumallee, 19. Jahrhundert | D-4-75-184-26 | Allee                            |

### Benk
| Lage                                                                         | Objekt           | Beschreibung                                                                                   | Akten-Nr.     | Bild          |
| ---------------------------------------------------------------------------- | ---------------- | ---------------------------------------------------------------------------------------------- | ------------- | ------------- |
| Benk 15 (Standort)                                                           | Wohnstallhaus    | Zweigeschossig, mit Halbwalmdach, erste Hälfte 19. Jahrhundert                                 | D-4-75-184-11 | Wohnstallhaus |
| Benk 16 (Standort)                                                           | Wohnstallhaus    | Zweigeschossig, mit Halbwalmdach, Eckquaderung, erste Hälfte 19. Jahrhundert                   | D-4-75-184-12 | Wohnstallhaus |
| Nördlich vom Hohen Stein ()                                                  | Vier Grenzsteine | Bezeichnet „1774“; nicht nachqualifiziert, im Bayerischen Denkmal-Atlas nicht kartiert         | D-4-75-184-16 |               |
| Zwischen Hohem Stein und Großem Waldstein ()                                 | Drei Grenzsteine | Einer bezeichnet „1770“; nicht nachqualifiziert, im Bayerischen Denkmal-Atlas nicht kartiert   | D-4-75-184-17 |               |
| An der Straße nach Kirchenlamitz ()                                          | Steinkreuz       | Granit, bezeichnet „1778“; nicht nachqualifiziert, im Bayerischen Denkmal-Atlas nicht kartiert | D-4-75-184-14 |               |
| Vordere, Hintere Weich, am Hohen Stein und beim Kleinen Waldstein (Standort) | Markgrafenwappen | In den Fels eingeschlagen; 17. Jahrhundert und Felsplatte, bezeichnet „1777“                   | D-4-75-184-15 | BW            |

### Bug
| Lage                        | Objekt                | Beschreibung | Akten-Nr.     | Bild                  |
| --------------------------- | --------------------- | --- | ------------- | --------------------- |
| Bugbergstraße 17 (Standort) | Ehemaliges Schlossgut | Zweigeschossiger Walmdachbau, im Kern 18. Jahrhundert, wiederhergestellt nach Brand 1886, dazu zweigeschossiges Wohnstallhaus mit Halbwalmdach, erste Hälfte 19. Jahrhundert, wohl über älterem Kern | D-4-75-184-18 | Ehemaliges Schlossgut |

### Oppenroth
| Lage                   | Objekt           | Beschreibung                                                     | Akten-Nr.     | Bild           |
| ---------------------- | ---------------- | ---------------------------------------------------------------- | ------------- | -------------- |
| Hag (Standort)         | Burgruine Uprode | Auf eine Anlage des 14. Jahrhunderts zurückgehend, 1523 zerstört | D-4-75-184-20 | weitere Bilder |
| Oppenroth 9 (Standort) | Wohnstallhaus    | Mit Frackdach. Ende 18. Jahrhundert                              | D-4-75-184-19 | BW             |

### Wulmersreuth
| Lage                       | Objekt        | Beschreibung                                                   | Akten-Nr.     | Bild          |
| -------------------------- | ------------- | -------------------------------------------------------------- | ------------- | ------------- |
| Wulmersreuth 6 (Standort)  | Wohnstallhaus | Zweigeschossig, mit Halbwalmdach, bezeichnet „1830“            | D-4-75-184-21 | Wohnstallhaus |
| Wulmersreuth 11 (Standort) | Wohnstallhaus | Zweigeschossig, mit Halbwalmdach, erste Hälfte 19. Jahrhundert | D-4-75-184-22 | Wohnstallhaus |
| Wulmersreuth 13 (Standort) | Wohnstallhaus | Zweigeschossig, mit Halbwalmdach, erste Hälfte 19. Jahrhundert | D-4-75-184-23 | Wohnstallhaus |

## Ehemalige Baudenkmäler
In diesem Abschnitt sind Objekte aufgeführt, die früher einmal in der Denkmalliste eingetragen waren, jetzt aber nicht mehr. Objekte, die in anderem Zusammenhang also z. B. als Teil eines Baudenkmals weiter eingetragen sind, sollen hier nicht aufgeführt werden. Aktennummern in diesem Abschnitt sind ehemalige, jetzt nicht mehr gültige Aktennummern.

| Lage                                          | Objekt       | Beschreibung                 | Akten-Nr.     | Bild         |
| --------------------------------------------- | ------------ | ---------------------------- | ------------- | ------------ |
| Weißdorf Schwarzenbacher Straße 21 (Standort) | Türrahmungen | Bezeichnet „1802“ und „1833“ | D-4-75-184-7  | Türrahmungen |
| Benk Benk 20 (Standort)                       | Türrahmung   | Geohrt, Haustein, um 1800    | D-4-75-184-13 | BW           |